# Unidos de São Lucas
O Grêmio Recreativo Cultural Social Escola de Samba Unidos de São Lucas é uma escola de samba da cidade de São Paulo. Sediada no bairro Parque São Lucas, tendo participado do Grupo Especial por duas vezes, foi fundada na década de 1970.

## História
A escola foi criada na década de 1970 por um grupo de jovens torcedores do São Cristóvão Bandeirante Futebol Clube. Na época do Carnaval esse mesmo grupo se unia a mulheres e crianças e desfilava pelas ruas do bairro de Cidade Continental cantando sambas e marchinhas, além do hino do São Cristóvão. Tal grupo de se denominava BUSC - Bloco Unidos de São Cristóvão.
Em 1980 os líderes do bloco se reuniram e a partir dele decidiram fundar uma escola se samba, tendo sido então criada, com a denominação atual, a São Lucas, que passou a disputar o Carnaval oficial da Cidade de São Paulo sendo campeã logo no primeiro desfile.
Com o apoio de comerciantes da região, que auxiliavam na confecção de fantasias, a evolução da escola foi rápida. Com 4 anos de existência já figurava entre as trinta melhores agremiações Carnavalescas da Cidade de São Paulo, onde permaneceu durante vários anos.
A partir de 1995, com a chegada de nova diretoria atual, a escola conseguiu uma quadra e começou a se estruturar. Ganhou o direito de participar do Grupo Especial pela primeira vez em 2001 devido à segunda colocação conquistada em 2000. A ascensão da São Lucas foi rápida, pois em 1999 ainda estava no terceiro grupo.
Em dois anos no Grupo Especial, um de seus sambas mais conhecidos é talvez o de 2002, quando homenageou Manuel de Nóbrega e o programa Praça da Alegria, e teve como "madrinha" de bateria o ator Jorge Lafond encarnando seu personagem mais famoso o travesti Vera Verão, ano em que acabou rebaixada. Após mais cinco anos desfilando no segundo grupo, acabou sendo posteriormente rebaixada duas vezes consecutivas. Uma das personalidades mais popular por frequentar a escola há mais de 20 anos e atualmente integrante do grupo responsável pela harmonia dos desfiles, é Chico Macena, político e morador do bairro que abriga a escola, o Parque São Lucas.
Em 2009, com o enredo Felicidade a ilusão do Carnaval, a escola conseguiu  o vice-campeonato no grupo 2 da UESP e o retorno para o Grupo 1 (terceira divisão) em 2010.
No ano de 2010, ficou em 6º lugar ao homenagear a cidade de Araçatuba. Devido a essa homenagem, se apresentou na cidade em meio ao Carnaval. Ainda neste ano batizou a Escola de Samba Amizade da Zona Leste, sendo sua madrinha.
Em 2011 apresentou o enredo “Embu das Artes que magistral - São Lucas 30 anos traz essa galeria para o carnaval”, tendo como madrinha de bateria Nani Moreira , conquistando o vice-campeonato e subindo para o grupo de acesso.
Em 2012, foi a primeira escola a se desfilar no Grupo de Acesso e levou para a avenida o tema enredo “Raul Seixas, um Maluco do Rock no Samba Beleza”.  Esta foi uma homenagem ao artista que mesclava os gêneros do rock e do baião.  
Durante os preparativos para o Carnaval a escola promoveu, no dia 24 de janeiro de 2012, o evento “Um Tributo a Raul Seixas”. Na ocasião, a guitarra original (que ilustrou a capa do disco Gita) esteve pela primeira vez em São Paulo e foi exposta na quadra da escola. 
Artistas como Sophia Reis, (musa do Rock eleita pela escola) e músicos como Carleba, integrante da banda Raulzito e Os Panteras, Edy Star e Jerry Adriani homenagearam o amigo, que deixou sua marca na história do rock brasileiro. A divulgação do filme “Raul, o início, o fim e o meio”, também fez parte do tributo. A agremiação que abriu o desfile do Grupo de Acesso, teve à frente da bateria a musa do Rock, Sophia Reis e Jerry Adriani e Luciano Faccioli como destaques da escola na avenida. A São Lucas chegou a 8ª posição e caiu para o Grupo 1-UESP. Não conseguiu se manter no Acesso e foi novamente rebaixada para o Grupo 1 da UESP.
Em 2016, a escola amargou novo rebaixamento, agora para o Grupo 2 da UESP, tendo que fazer seu carnaval de 2017 fora do Anhembi. Na ocasião, trouxe o enredo "Café... Aroma de História, Sabor de Poesia" de autoria do carnavalesco Fábio Gouveia.
Após mais 3 anos desfilando no Butantã, a São Lucas conquistou dois acessos consecutivos: sendo campeã do Acesso 1 de Bairros em 2022 e do Especial de Bairros em 2023, o que assegurou vaga no Grupo de Acesso 2 e seu retorno ao Sambódromo do Anhembi após 8 anos. De volta à terceira divisão, a São Lucas apresenta o enredo "O Canto das Três Raças... O Grito de Alforria do Trabalhador!", fazendo uma exaltação a grandes líderes e heróis da história, e conquista o vice-campeonato do Acesso 2, ascendendo ao Acesso 1 após 12 anos e obtendo o terceiro acesso consecutivo.

## Segmentos

### Presidentes
| Nome                    | Mandato       | Ref.        |
| ----------------------- | ------------- | ----------- |
| Paulo Severino de Lima  | - 2006 - 2008 | [ 3 ] [ 4 ] |
| Marcos Cesar Politi     | 2009 - 2016   | [ 5 ]       |
| Flávio Aragão           | 2016 - 2017   |             |
| Maristela do Amaral     | 2018 - 2020   |             |
| Adriano Freitas - Nanão | 2020 - Atual  |             |

### Diretores
| Ano  | Diretor de Carnaval | Diretor geral de harmonia  | Mestre de bateria      | Ref.  |
| ---- | ------------------- | -------------------------- | ---------------------- | ----- |
| 2014 | Comissão            | Comissão                   | José Vicente Trambolho | [ 6 ] |
| 2015 |                     | Marcelo                    | Vicente Trambolho      | [ 7 ] |
| 2016 |                     |                            | Paulo César            | [ 5 ] |
| 2017 | Adriano Freitas     | Comissão                   | Mestre Riva            |       |
| 2018 | Diego Tadeu         | Raphael Maslionis          | Mestre Riva            |       |
| 2019 | Raphael Maslionis   | Willian Pereira            | Mestre Riva            |       |
| 2020 |                     |                            |                        |       |
| 2022 |                     |                            | Mestre Andrew          |       |
| 2023 | Raphael Maslionis   | Cesar Augusto Oliveira     | Mestre Andrew          |       |
| 2024 | Raphael Maslionis   | César Souza e Yves Alexeiv | Mestre Andrew          |       |

### Coreógrafos
| Período     | Nome                           | Ref.  |
| ----------- | ------------------------------ | ----- |
| 2014        | Cintia Coelho - Solidariedança | [ 6 ] |
| 2015-2016   | Well Oliveira                  | [ 5 ] |
| 2017        | Eliana Bell                    |       |
| 2018        | André Belido e Osmar Fontes    |       |
| 2022 - 2023 | Robson Sambista                |       |
| 2024        | Paula Andari                   |       |
| 2025-atual  | Jonathan Santos                |       |

### Casal de Mestre-sala e Porta-bandeira
| Período    | Nome                               | Ref.  |
| ---------- | ---------------------------------- | ----- |
| 2001-2005  | Ednei Mariano e Suzana Nascimento  |       |
| 2007       | Marquinhos Costa e Daniela Motta   |       |
| 2011-2014  | Erick Sorriso e Kátia Celina       | [ 6 ] |
| 2015       | João Carlos Camargo e Lais Moreira | [ 7 ] |
| 2016-2023  | Erick Sorriso e Carlinha Coutrufo  | [ 5 ] |
| 2024-Atual | Erick Sorriso e Victória Devonne   |       |

### Corte de Bateria
| Período | Rainha            | Madrinha      | Musa          | Princesa         | Ref.          |
| ------- | ----------------- | ------------- | ------------- | ---------------- | ------------- |
| 2011    | Nani Moreira      |               |               |                  | [ 8 ] [ 9 ]   |
| 2012    | Sophia Reis       |               |               |                  | [ 10 ] [ 11 ] |
| 2014    | Caroline Santiago | Steh Papaiano | Juliana Fênix | Cinthia Carolina |               |
| 2016    | Ângela Cabral     |               | Juliana Fênix |                  | [ 5 ]         |
| 2017    | Juliana Fênix     |               |               |                  |               |
| 2023    | Juliana Fênix     | Edna          |               |                  |               |
| 2024    | Juliana Fênix     | Pepita        | Pâmela Lino   |                  |               |

## Carnavais
| Ano  | Colocação | Grupo | Enredo | Carnavalesco | Intérprete | Ref          |
| ---- | --- | --- | --- | --- | --- | ------------ |
| 1981 | 6º lugar | Vaga Aberta | Exaltação a Vinicius de Moraes | | |              |
| 1982 | Vice-Campeã | Vaga Aberta | Recife, A Veneza Brasileira | | |              |
| 1983 | 8º lugar | Acesso-UESP | Mimoso Jardim de Fada | | |              |
| 1984 | 9º lugar | Acesso-UESP | O Que é Que a Bahia Tem | | |              |
| 1985 | 6º lugar | Vaga Aberta | Sou Criança, Sou Feliz, Vem Brincar Comigo                                                                                          | | |              |
| 1986 | Vice-Campeã | Vaga Aberta | Sua Majestade, O Carnaval Brasileiro                                                                                                | | |              |
| 1987 | Campeã | Acesso-UESP | Vitória-Régia, A Flor Mulher | | |              |
| 1988 | Vice-Campeã | 2-UESP | Aquarela Paulista | | |              |
| 1989 | 9º lugar | 1-UESP | Casé e a Caixa Mágica de Lápis de Cor                                                                                               | | |              |
| 1990 | 8º lugar | 1-UESP | De Dé a Zé O Que Vier | | |              |
| 1991 | 11º lugar | 1-UESP | O Que é Que a Baiana Tem | | |              |
| 1992 | 3º lugar | 2-UESP | Chegou a Hora | | |              |
| 1993 | 3º lugar | 2-UESP | Do Lundo à Tropicália | | |              |
| 1994 | 6º lugar | 2-UESP | Doce Musa de Um País Tropica | | |              |
| 1995 | 3º lugar | 2-UESP | O Fascínio do Jogo | | |              |
| 1996 | Vice-Campeã | 2-UESP | Seu Nenê, o Águia da Central | Comissão de Carnaval (Ligeiro, Ednei e Marcos)                                                                         | |              |
| 1997 | 9º lugar | 1-UESP | O Fascínio do Céu | Comissão de Carnaval                                                                                                   | |              |
| 1998 | 3º lugar | 2-UESP | Morei, Habitei, Pelo Mundo Passei                                                                                                   | Vicente Trambolho | |              |
| 1999 | Campeã | 1A-UESP | A Trajetória de Um Vitorioso - Eduardo Basílio                                                                                      | Vicente Trambolho | |              |
| 2000 | Vice-Campeã | 1-UESP | São Caetano, Brasil 500 Anos, Viva a Vida                                                                                           | Paulo Trindade | |              |
| 2001 | 11º lugar | Especial | Pernambuco, a Garra do Leão do Norte                                                                                                | Hernane Siqueira | |              |
| 2002 | 14º lugar | Especial | Humor, Humoral, Humorizado - Nóbrega e os Filhos do Riso                                                                            | Tito Arantes | |              |
| 2003 | 3º lugar | Acesso | São Lucas, canta Adoniram Barbosa                                                                                                   | Comissão de Carnaval                                                                                                   | |              |
| 2004 | 3º lugar | Acesso | São Paulo 450 Anos. A Periferia Faz Festa no Anhembi                                                                                | Comissão de Carnaval                                                                                                   | |              |
| 2005 | 5º lugar | Acesso | Brasil, Terra Papagalis | Ricardo Mesquita de Barros                                                                                             | Vânia Cordeiro |              |
| 2006 | 4º lugar | Acesso | O Mundo Encantado dos Espelhos | Joel de Souza | Dom Marcos |              |
| 2007 | 8º lugar | Acesso | Muitos Com, Milhares Sem | Joel de Souza | Pê Santana |              |
| 2008 | 9º lugar | 1-UESP | 120 anos, a raça negra vem mostrar o seu valor - A luta cultural de um povo!                                                        | Marcyo de Oliveira e Marcos Aramha                                                                                     | Rodney Claudino |              |
| 2009 | Vice-Campeã | 2-UESP | Felicidade, a ilusão do carnaval | Diego Tadeu | Vânia Cordeiro |              |
| 2010 | 6º lugar | 1-UESP | Araçatuba, nos trilhos do tempo, a terra dos araças                                                                                 | Diego Tadeu | Vânia Cordeiro |              |
| 2011 | Vice-Campeã | 1-UESP | Embu das Artes que magistral! São Lucas 30 anos, traz essa galeria para o carnaval.                                                 | Diego Tadeu | Vânia Cordeiro |              |
| 2012 | 8º Lugar | Acesso | Um "maluco do rock" no "samba beleza" Raul Seixas. Compositores: Ricardinho Olaria, Alan Feliciano, Toinho Melodia e Augusto César. | Diego Tadeu | Vânia Cordeiro | [ 12 ]       |
| 2013 | 6º Lugar | 1-UESP | O Astro Rei Anuncia: é festa do zodíaco nessa folia!                                                                                | Diego Tadeu | Vânia Cordeiro | [ 13 ]       |
| 2014 | 9º lugar | 1-UESP | Primeira infância: a luz que conduz para um novo amanhecer.                                                                         | Comissão de Carnaval                                                                                                   | Dom Júnior | [ 14 ]       |
| 2015 | 9º lugar | 1-UESP | Bem vindos do Mercado Municipal - O cartão postal do nosso carnaval                                                                 | Léo Santos | Dom Junior | [ 15 ] [ 7 ] |
| 2016 | 10º lugar | 1-UESP | Um fantástico circo que sonhei | Gleuson Pinheiro | | [ 5 ]        |
| 2017 | 4° lugar | 2-UESP | Café... Aroma de História, Sabor de Poesia                                                                                          | Fábio Gouveia | |              |
| 2018 | 4° lugar | 2-UESP | Da Vila de Paranapiacaba ao polo petroquímico. Santo André engrenagem do samba!                                                     | Comissão de Carnaval                                                                                                   | Cacá Camargo | [ 16 ]       |
| 2019 | 11º Lugar | 2-UESP | Viva Lobato! Viva o Sítio do Pica-pau Amarelo!                                                                                      | Diego Tadeu | Cacá Camargo |              |
| 2020 | 4º Lugar | Acesso 1 de Bairros | São Lucas, a fonte sagrada da juventude na esperança de um mundo melhor                                                             | Robson Silva | | [ 17 ]       |
| 2021 | Inicialmente adiados para o mês de julho, os desfiles do Carnaval 2021 foram cancelados devido a pandemia de Covid-19. | Inicialmente adiados para o mês de julho, os desfiles do Carnaval 2021 foram cancelados devido a pandemia de Covid-19. | Inicialmente adiados para o mês de julho, os desfiles do Carnaval 2021 foram cancelados devido a pandemia de Covid-19.              | Inicialmente adiados para o mês de julho, os desfiles do Carnaval 2021 foram cancelados devido a pandemia de Covid-19. | Inicialmente adiados para o mês de julho, os desfiles do Carnaval 2021 foram cancelados devido a pandemia de Covid-19. | [ 18 ]       |
| 2022 | Campeã | Acesso 1 de Bairros | “De Vila Esperança ao Centenário do Águia da Central… Seo Nenê o Baluarte do Samba, São Lucas 40 Anos”                              | Comissão de Carnaval                                                                                                   | Thiago Lima | [ 19 ]       |
| 2023 | Campeã | Especial de Bairros | Jongo | Felipe Milanes | Tuca Maia | [ 20 ]       |
| 2024 | Vice-Campeã | Acesso 2 | O Canto das Três Raças... O Grito de Alforria do Trabalhador!                                                                       | Fernando Dias | Tuca Maia | [ 21 ]       |
| 2025 | 8º lugar | Acesso 1 | Ijexá | Fernando Dias | Tuca Maia |              |
| 2026 | | Acesso 2 | | Anselmo Brito | Tuca Maia |              |

## Galeria de Fotos

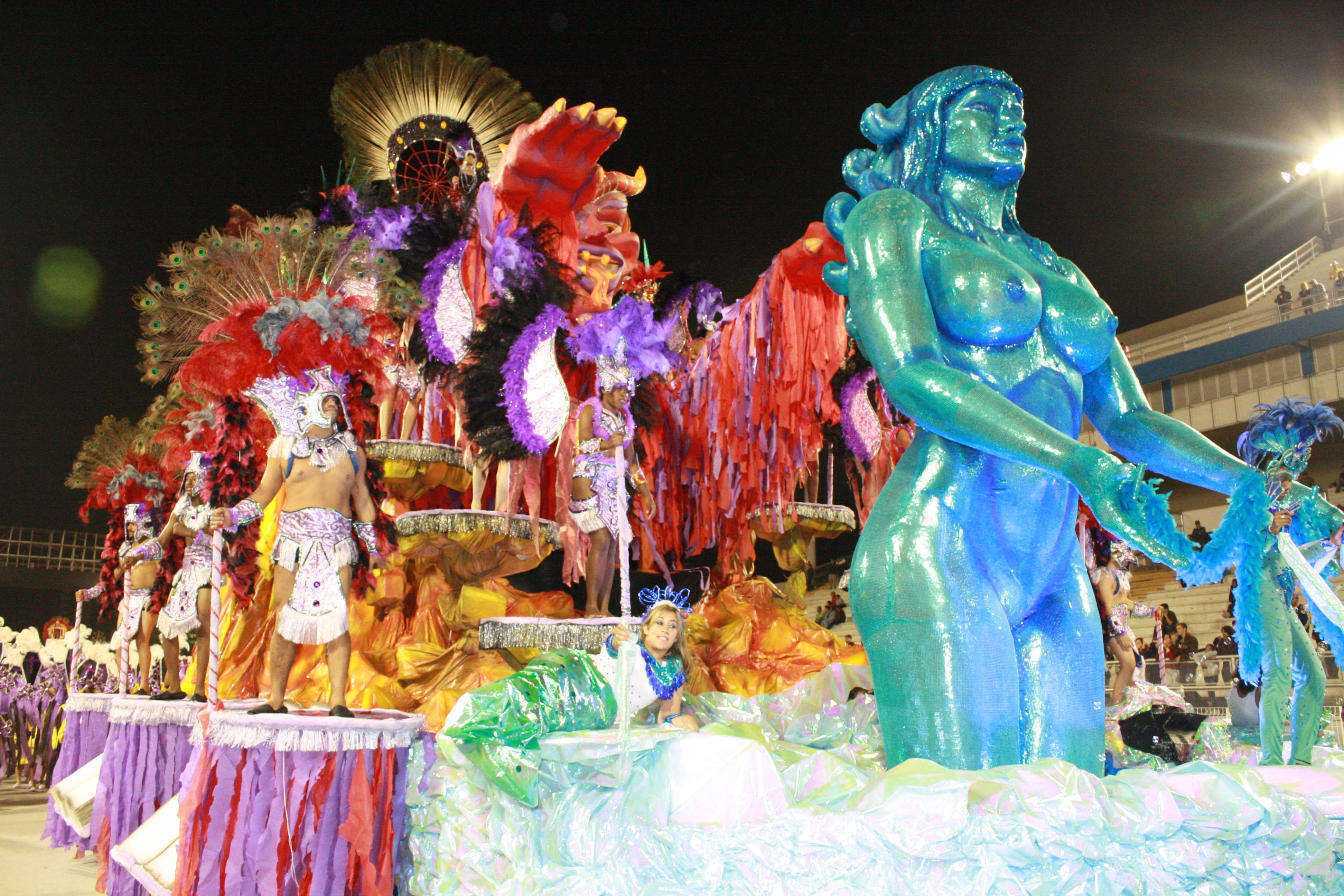
Desfile da Escola de Samba Unidos de São Lucas em 2011
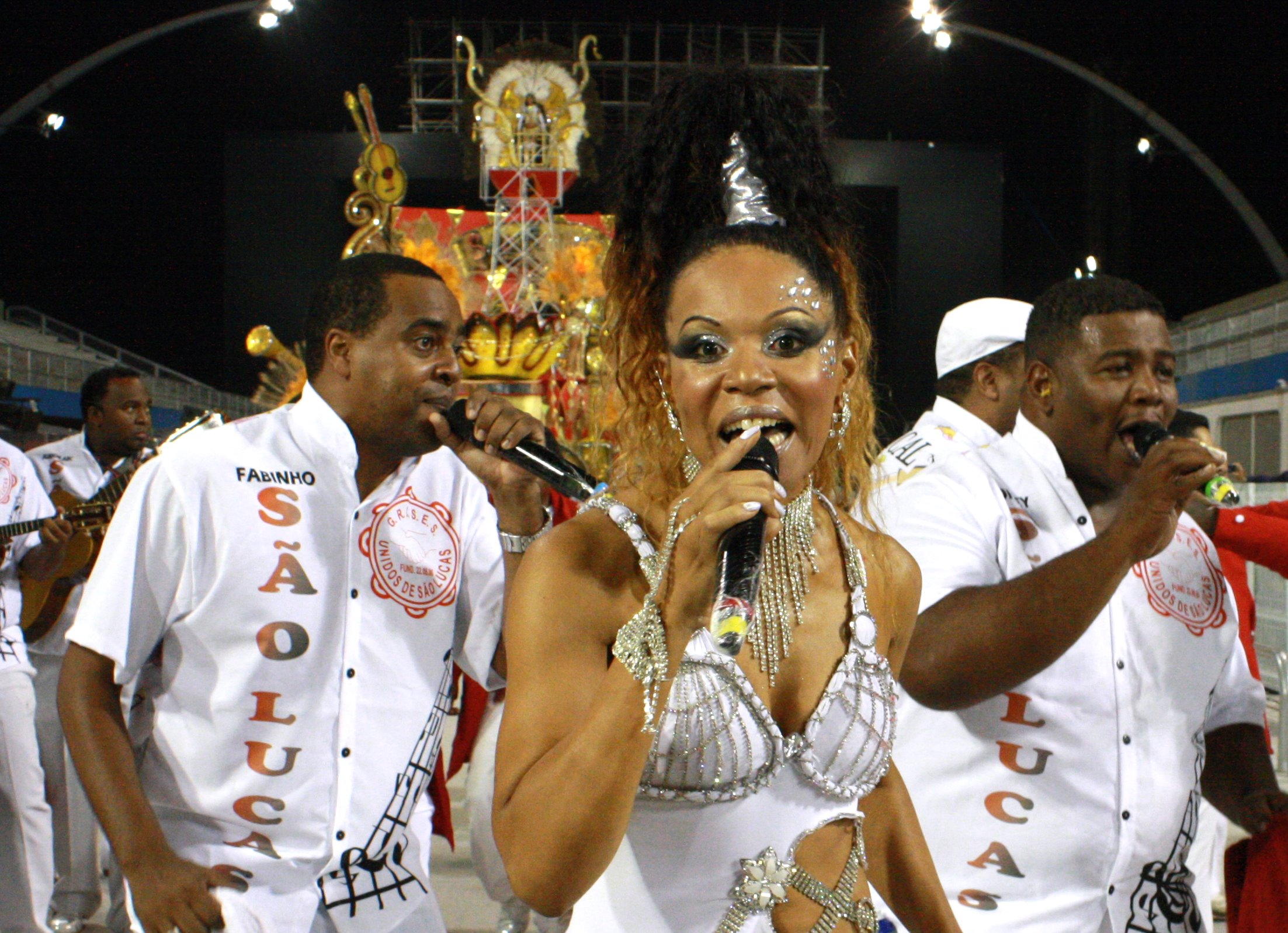
Vania Cordeiro no desfile da Escola de Samba Unidos de São Lucas em 2011
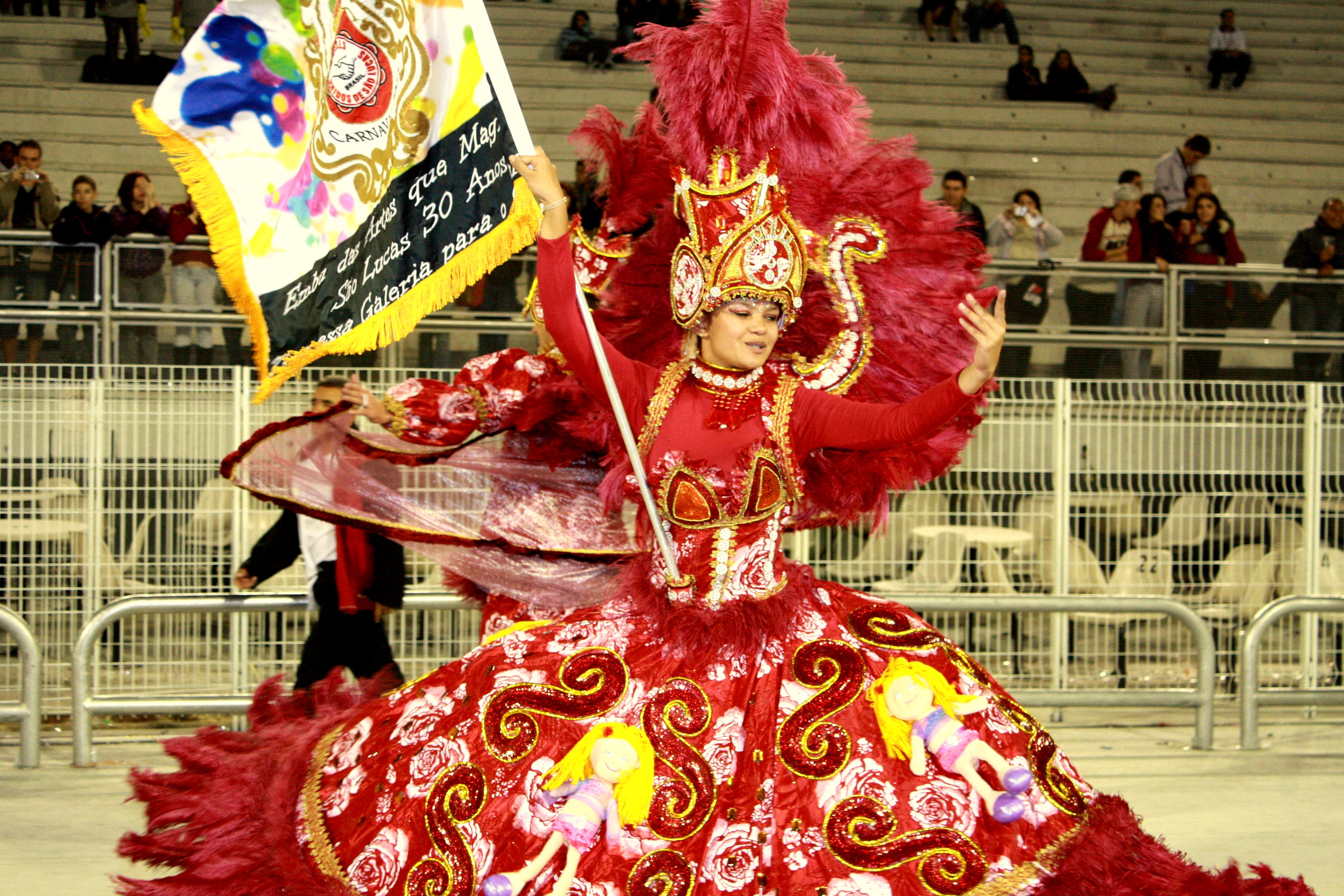
Porta Bandeira em desfile da Escola de Samba Unidos de São Lucas em 2011
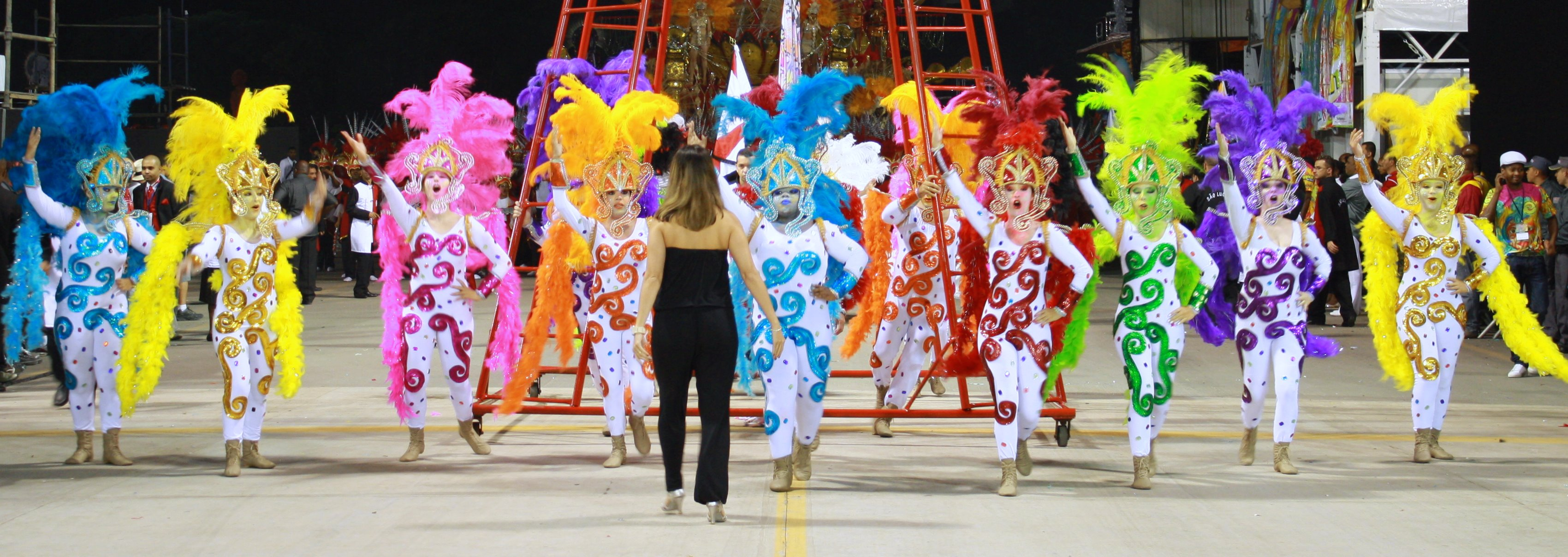
Abertura do desfile da Escola de Samba Unidos de São Lucas em 2011
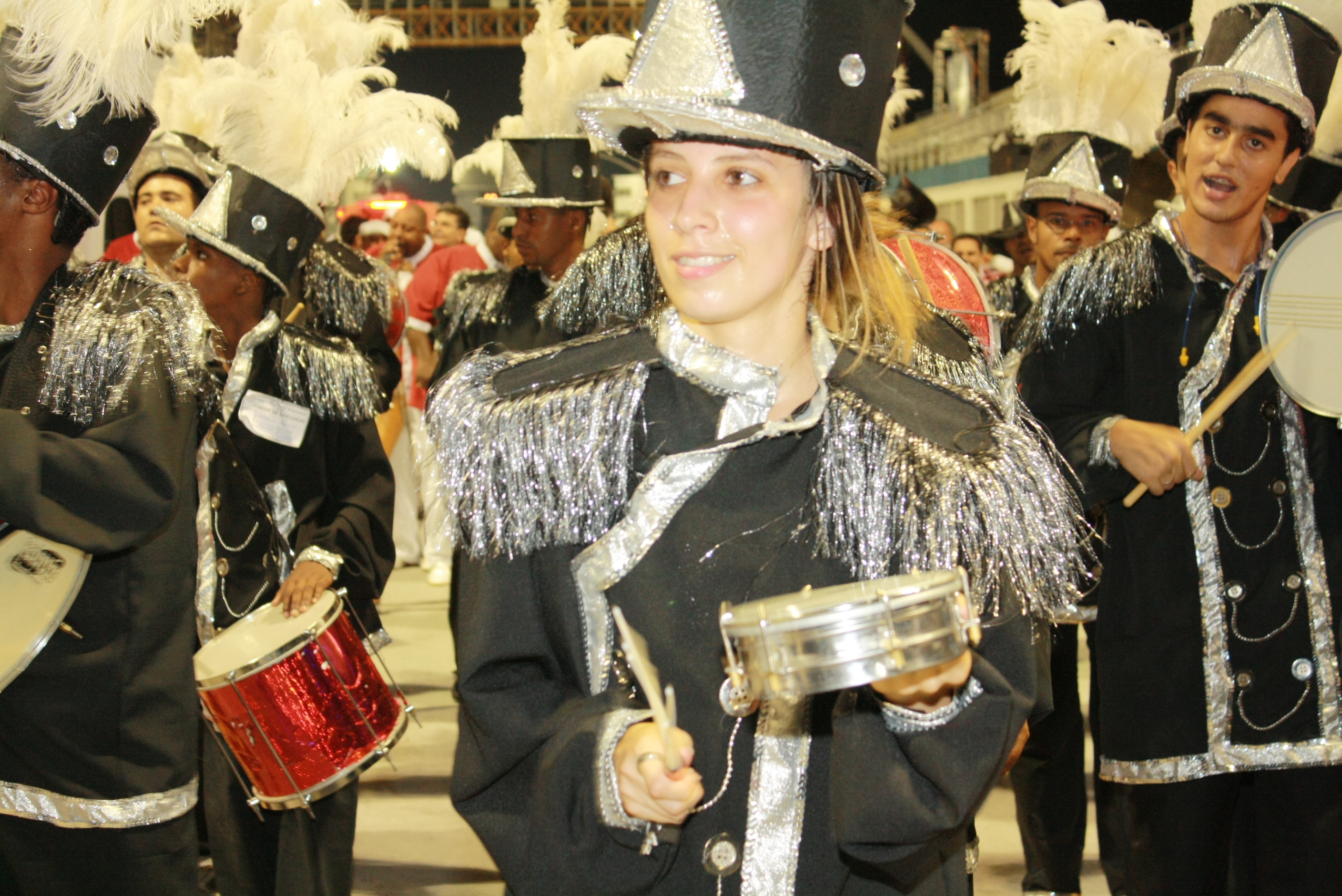
Bateria do desfile da Escola de Samba Unidos de São Lucas em 2010
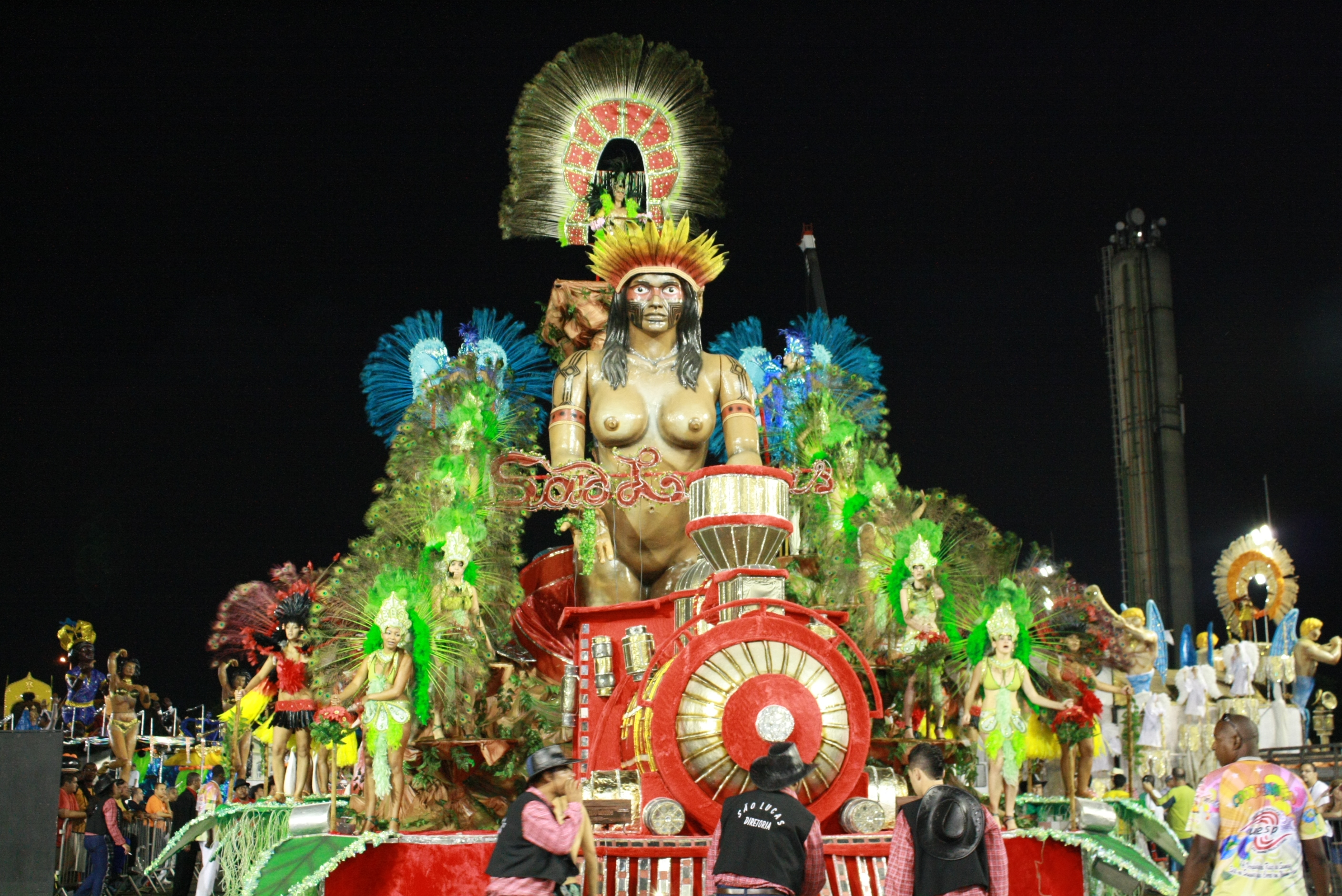
Carro alegórico no desfile da Escola de Samba Unidos de São Lucas em 2011
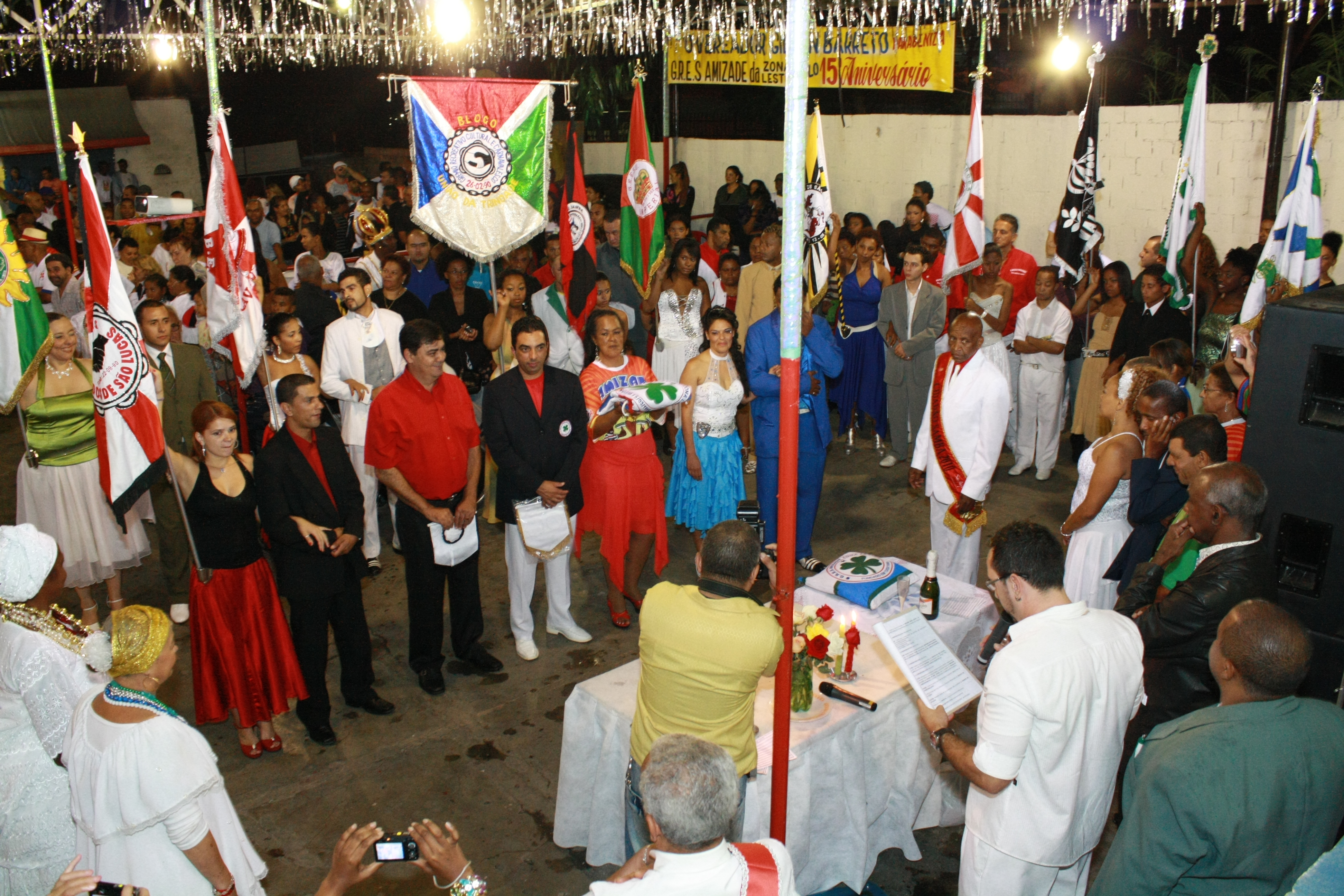
Batismo da Escola de Samba Amizade da Zona Leste pela madrinha Escola de Samba Unidos de São Lucas
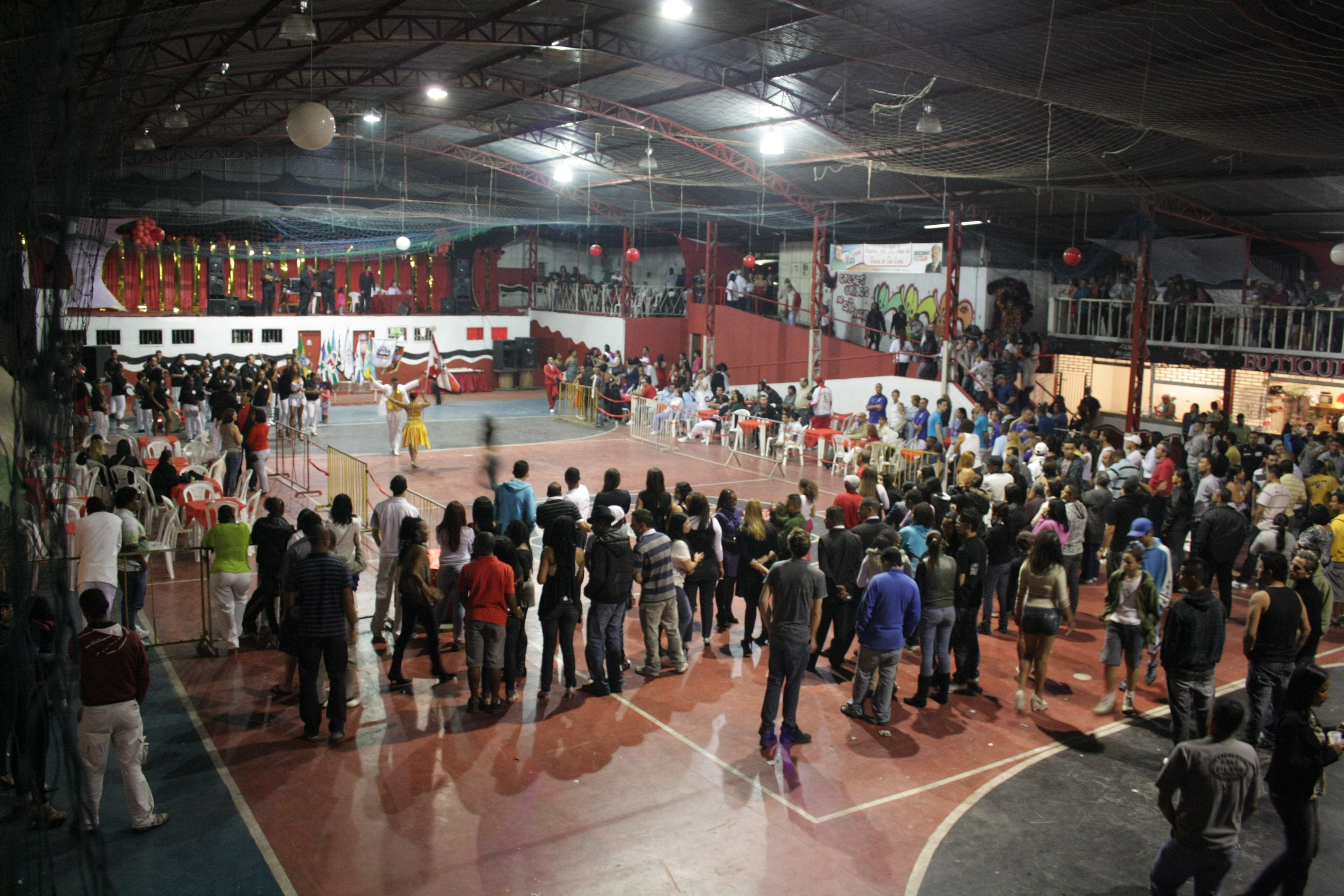
Ensaio Escola de Samba Unidos de São Lucas
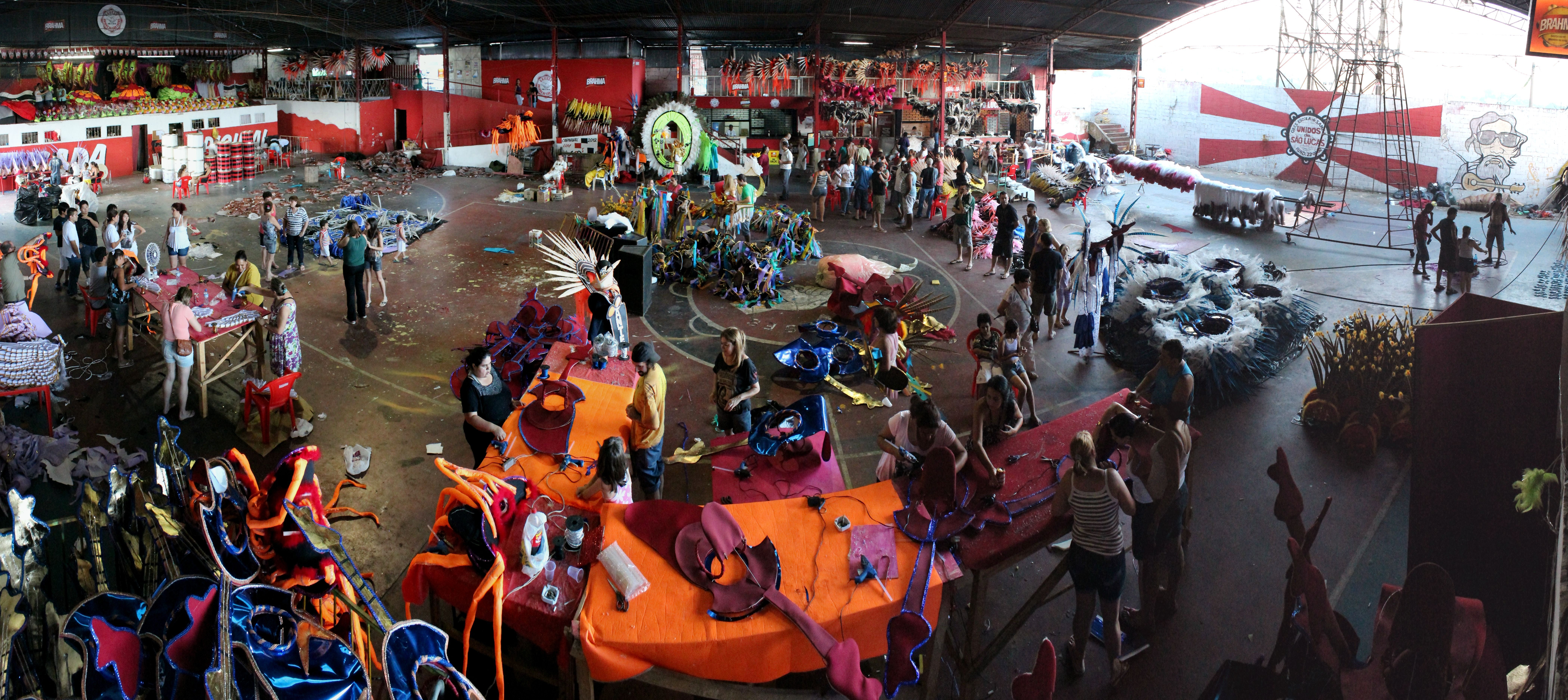
Barracão na véspera do desfile de 2012
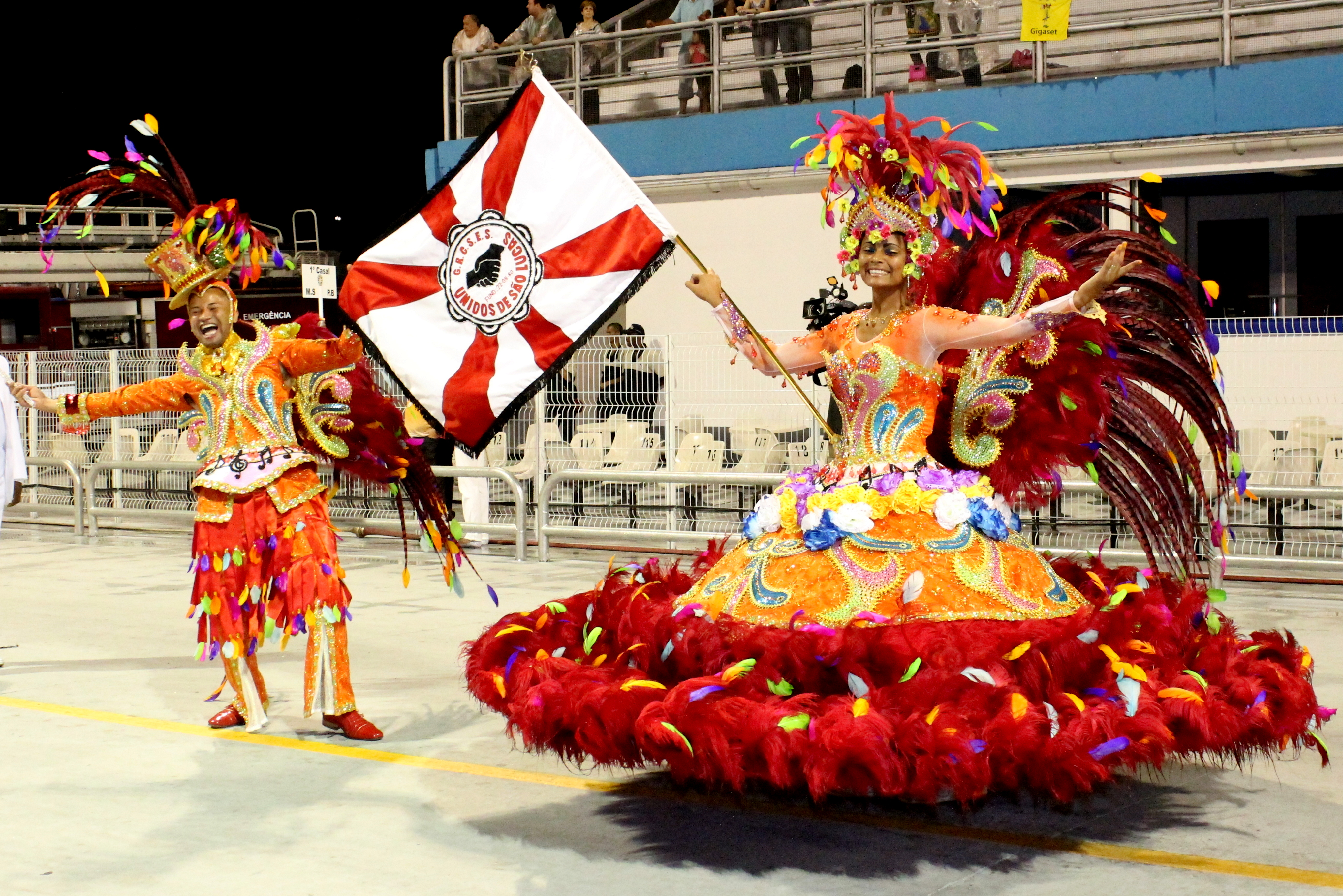
Mestre Sala e Porta Bandeira da Unidos do São Lucas no carnaval 2012